# En avant de Guingamp
Pour les articles homonymes, voir EAG et En avant.
Maillots
Actualités
Dernière mise à jour : 4 août 2025.
L'En avant de Guingamp, souvent appelé En avant Guingamp et parfois abrégé en EA Guingamp, est un club de football français, fondé en 1912 à Guingamp en Bretagne.
L'équipe professionnelle masculine évolue actuellement en Ligue 2.
Resté longtemps un club amateur à portée régionale, l'histoire de l'En avant de Guingamp est alors intimement liée à celle de l'école publique et des réseaux laïcs guingampais. Il grimpe dans la hiérarchie du football français sous la présidence de Noël Le Graët : montée en Division 3 en 1976 et en Division 2 en 1977. Il y reste alors seize saisons consécutives. Monté pour la première fois en Ligue 1 en 1995, En avant Guingamp y obtient son meilleur classement en 2003, avec une septième place.
À son palmarès figurent deux Coupes de France, remportées en 2009 et en 2014 (à chaque fois face au Stade rennais), et la Coupe Intertoto en 1996. Enfin, En avant Guingamp dispute trois campagnes européennes dans son histoire : la Coupe UEFA 1996-1997, la Ligue Europa en 2009-2010 et en 2014-2015. Au cours de cette dernière épreuve, le club atteint les seizièmes de finale, sa meilleure performance européenne.
En avant Guingamp est présidé par Frédéric Le Grand depuis le 9 septembre 2020.

## Histoire du club
| - 1912 : Fondation du club - 1922 : Premier match au stade de Montbareil - 1929 : Première accession en Division d'Honneur - 1976 : Première accession en Division 3 - 1977 : Première accession en Division 2 - 1984 : Adoption du statut professionnel - 1990 : Premier match au stade de Roudourou - 1995 : Première accession en première division du championnat de France - 1996 : Vainqueur de la Coupe Intertoto et première participation à une Coupe d'Europe - 1997 : Finaliste de la Coupe de France - 2009 : Vainqueur de la Coupe de France. Le club soulève le trophée alors qu'il évolue en Ligue 2, une première depuis Le Havre Athletic Club 50 ans plus tôt. - 2014 : Vainqueur de la Coupe de France. - 2016 : Ouverture du nouveau centre de formation l'Akademi. - 2017 : 15 206 supporteurs deviennent actionnaires du club sous le nom des Kalon - 2018 : Ouverture du nouveau centre d’entraînement Pro Park - 2019 : Finaliste de la Coupe de la Ligue |

### Les années Deschamps: le temps des pionniers (1912-1920)
La naissance du club 
Automne 1912 : Pierre Deschamps (1873-1958), directeur de l'école primaire supérieure de garçons de Guingamp, crée une Société d'éducation physique. Elle est nommée « En avant ». Les couleurs choisies sont le rouge et le noir. À sa naissance, En avant est donc un patronage laïque encadré par des instituteurs de la IIIe République. Au sein de la Société d'éducation physique En avant (Sepea), on pratique le maniement des armes, la gymnastique, l'athlétisme, mais surtout le football qui devient rapidement l'activité la plus prisée des adhérents. Trois équipes sont créées : l'équipe des champions d'En avant, la première équipe d'En avant et la première équipe espoirs.
 Les premières compétitions 
C'est au début de l'année 1913 que le club dispute ses premiers matchs. L'un des tout premiers pourrait être celui du 9 février 1913 : à Guingamp, En avant et Morlaix font match nul (1-1). Le premier titre ne tarde pas puisque le 25 avril 1914, les Guingampais remportent un tournoi organisé par le journal Le Moniteur des Côtes-du-Nord en battant les Briochins de l'AS gouédicaise (1-0) au vélodrome de Saint-Brieuc.
Les statuts de l'association ne sont déposés officiellement en sous-préfecture de Guingamp que le 22 décembre 1918.
Les premières années, le club n'a pas de terrain attitré. Selon les opportunités, les footballeurs jouent sur les terrains de manœuvres, dans les stades du Cozen puis de la Métairie-neuve, à la prairie de Saint-Loup et même sur la place du Vally en plein centre-ville. Cela n'empêche pas En avant Guingamp de devenir, en 1920, champion de deuxième série de district lors de sa première compétition officielle, et d'accéder en première série.

### Les années Lorgeré: le club se structure (1920-1940)
La naissance du stade de Montbareil 
En 1920, André Lorgeré succède à Pierre Deschamps à la présidence. Tout au long de son mandat, dans l'Entre-deux-guerres, celui qui fut aussi maire radical-socialiste de Guingamp, député et même brièvement Secrétaire d'État dans le deuxième gouvernement d'Édouard Daladier, est assisté de plusieurs personnes au club, notamment d'Yves Jaguin et de l'instituteur Georges Voisin. En 1922, En avant loue pour une durée de 99 ans un terrain à Montbareil sur les hauteurs de la ville. Le stade de Montbareil (rebaptisé Yves-Jaguin en 1947) y est érigé.
 La première accession en Division d'Honneur 
En 1924 et 1925, le club termine à la deuxième place de son groupe de district. C'est insuffisant pour monter en Division d'Honneur. Cette performance est enfin réalisée au printemps 1929 après une finale épique contre le Stade briochin, jouée en cinq manches. Le club de Saint-Brieuc gagne le match aller, En avant remporte le match retour. Il faut ensuite procéder à trois belles. La dernière se déroule le 2 juin à Rennes (les deux précédentes s'étaient jouées à Saint-Brieuc). Guingamp l'emporte 3-1 et accède pour la première fois de son histoire en Division d'Honneur.
Pour sa première saison à ce niveau, En avant termine deuxième. C'est à ce moment qu'une première tribune est construite au stade de Montbareil. La saison suivante est moins heureuse : Guingamp descend en Promotion d'Honneur au printemps 1931.
 Déjà la Coupe de France... 
C'est lors de la saison 1929-1930 que le club s'engage pour la première fois en Coupe de France (défaite 2-1 au premier tour face à l'Étoile Saint-Michel de Saint-Brieuc). Et c'est aussi cette compétition qui permet à En avant d'affronter de prestigieux adversaires. D'abord en octobre 1931 lors du troisième tour face au CO Billancourt qui compte alors plusieurs internationaux. Les Franciliens l'emportent 3-1. Puis surtout le 7 décembre 1933 : au cinquième tour, les Guingampais reçoivent le Racing Club de France, l'un des plus grands clubs français de l'époque. Les locaux s'inclinent 5-1 face aux Rodolphe Hiden et autres Raoul Diagne.
La Seconde Guerre mondiale arrive, la ville de Guingamp est occupée dès le 19 juin 1940. Les compétitions sont alors fortement perturbées. C'est aussi au début des années 1940 que André Lorgeré laisse officiellement son fauteuil de président à son vice-président Yves Jaguin. Par ailleurs, au cours de cette période, le club doit déplorer la disparition de Georges Voisin : déporté au camp d'Auschwitz pour des actes de résistance, puis à celui de Buchenwald, l'homme décède finalement, à l'âge de 49 ans, dans le camp de Flossenbürg, le 5 février 1945.

### Les années Couquet: le terrain et l'usine (1943-1958)
Les footballeurs ouvriers 
Le 30 décembre 1943, un partenariat est signé entre En avant Guingamp et les établissements Tanvez dirigés par Hubert Couquet. Ce dernier entre alors dans le comité de direction du club avant d'en prendre la présidence en 1945.
À Guingamp, les usines Tanvez fabriquent des machines agricoles depuis 1856. C'est alors le plus gros employeur de la ville. Hubert Couquet, ambitieux, souhaite un grand club de football aux côtés de son entreprise. Il recrute des ouvriers qui, le week-end, enfilent le maillot d'En avant Guingamp. Il fait également venir une main-d'œuvre de région parisienne, dont plusieurs hommes d'origine espagnole, venant de clubs de grandes entreprises. Vincent Llido arrive en effet à Guingamp en 1946. Ce dernier contacte, à la demande de Couquet, ses anciennes relations parisiennes (les Del Pozo, Bogas, Del Monte, Garcia…) qui forment alors la nouvelle ossature de l'équipe.
 Le retour en Division d'Honneur 
Le 25 mai 1947, Guingamp atteint sa première finale de la Coupe de l'Ouest. Mais les Costarmoricains sont défaits par le Racing Club d'Ancenis (3-2 après prolongations). C'est alors qu'arrive le premier entraîneur non issu de l'école publique de la ville : Armand Deruaz. Sous sa conduite, en mai 1949, les Guingampais retrouvent la Division d'Honneur après 18 ans passés à l'échelon inférieur. D'abord vainqueurs de leur groupe, les Guingampais remportent ensuite le mini-championnat contre les trois autres champions de la région Ouest : l'UCK Vannes, la Stella Maris de Douarnenez et l'US Beauregard de Laval.
Ce retour en DH se passe bien pour les Rouge et Noir. D'abord en Coupe de France : le 11 décembre 1949, En avant Guingamp élimine l'Union sportive du Mans, une équipe professionnelle, en 64e de finale (3-2). Le 8 janvier 1950, le club breton joue pour la deuxième fois de son histoire les 32e de finale : à Chartres, les Guingampais rencontrent les professionnels du FC Sochaux-Montbéliard qui l'emportent 5-1. De plus, les joueurs d'Armand Deruaz manquent de peu de monter en championnat de France amateur, ce qui aurait constitué une première pour le club : le 16 avril 1950, Guingamp perd la finale de division d'honneur face au Stade léonard Kreisker de Saint-Pol-de-Léon (1-0).
En 1952, Guingamp atteint une nouvelle fois les 32e de finale de la Coupe de France. Le club s'incline 3-0 à Rouen face à Bruay-en-Artois. Le 25 mai 1952, Guingamp dispute également une nouvelle finale de Coupe de l'Ouest, encore perdue, cette fois face au SO Cholet (4-0).
 Le déclin des années 1950 
La progression est arrêtée le 10 mai 1953 : à la suite d'un match de barrage contre le CJB Angers, Guingamp descend en Division régionale d'Honneur. Armand Deruaz est alors remplacé par l'un de ses joueurs, Milo Garcia. Malgré une deuxième place obtenue dès la saison suivante, puis l'arrivée d'entraîneurs venus du monde professionnel (Jean Prouff et Paul Wartel), rien n'y fait : En avant ne parvient pas à remonter. En 1957, le club descend même en promotion d'honneur.
Le 2 juillet 1958, Hubert Couquet laisse la présidence du club à Louis Menguy.

### Les années 1960: place aux jeunes (1958-1972)
Les cadets et minimes se distinguent 
Au début des années 1960, le club vivote en promotion d'honneur sous la conduite de Michel Bourse, entraîneur-joueur. En 1964, le club obtient la cinquième place en championnat. Une refonte des divisions régionales permet alors à Guingamp de remonter en Division régionale d'Honneur.
Mais c'est surtout du côté des équipes de jeunes que les regards se tournent au milieu des années 1960. Avril 1965 : les cadets deviennent champions des Côtes-du-Nord en battant Loudéac en finale. Ils réitèrent cette performance l'année suivante et atteignent également la demi-finale de la Coupe de l'Ouest. Dans cette génération, Yvan Le Quéré et Joël Anthoine referont parler d'eux plus tard.
En 1966, les minimes sont également à l'honneur en arrivant en finale départementale (défaite face au Stade briochin). On y retrouve notamment Yvon Schmitt, Bernard Reyt, Jean-Yves Le Coz, Michel Trémel, Hervé Le Coz… Tous ces joueurs sont rapidement intégrés en équipe première. Ils ne le savent sans doute pas encore, mais ils constitueront l'une des plus belles générations de l'histoire du club. Cette même année, Joseph Le Monnier prend la présidence du club.
 La Gambardella comme rampe de lancement 
Lors de la saison 1969-1970, c'est en Coupe Gambardella que cette nouvelle génération fait parler d'elle : après avoir éliminé le Stade rennais FC, le FC Nantes et La Rochelle, elle arrive en quart de finale face à l'AS Saint-Étienne. Le 19 avril 1970, les jeunes guingampais rencontrent alors de futurs grands noms du football français : Patrick Revelli, Christian Sarramagna, Christian Lopez, Christian Synaeghel, Jacques Santini, etc. Guingamp est éliminé 1-0, mais la dynamique est lancée. Le 25 avril 1971, en battant Perros-Guirec 5-1 (triplé d'Hervé Le Coz, doublé de Jean-Yves Le Coz), En avant remporte son championnat et monte en Division supérieure régionale.

### Les premières années Le Graët: une folle ascension (1972-1977)
La première épopée en Coupe de France 
En prenant la succession de Joseph Le Monnier, Noël Le Graët devient président du club le 3 juin 1972. Il a tout juste 30 ans. Le club vient d'obtenir la troisième place en Division supérieure régionale. Le jeune président fait venir un entraîneur-joueur de seulement 22 ans : Sylvestre Salvi. La moyenne d'âge de l'équipe première n'est guère plus élevée. Nous retrouvons ceux qui ont brillé dans les catégories jeunes quelques années auparavant.
La saison 1972-1973 fait parler d'En avant Guingamp dans toute la France. Cette année, le club parvient en huitième de finale de la coupe de France en battant quatre pensionnaires de Division 2. Après avoir sorti Louannec et le Stade lamballais, le premier exploit a lieu à Roudourou face au Stade brestois à l'occasion du septième tour, le 7 janvier 1973. Devant 4 549 spectateurs, les Guingampais battent les Finistériens 2-1 (doublé de Michel André). En 32e de finale, le 28 janvier, Guingamp accueille Le Mans. Au Stade Fred-Aubert à Saint-Brieuc, plus de 10 000 supporters guingampais assistent à la victoire de leur équipe 4-2 (triplé de Michel André, but de Sylvestre Salvi). Le 16 février, ce sont plus de 20 000 personnes qui s'entassent dans le stade Francis-Le Blé pour le 16e de finale contre le FC Lorient. Grâce à Michel André et Yvan Le Quéré, les Costarmoricains s'imposent 2-1. Il est alors question dans la presse nationale (Le Monde, Le Figaro, L'Humanité, France-Soir, L'Équipe, France Football) de ce petit bourg breton accumulant les exploits.
Pour l'anecdote, cette aventure va plus tard inspirer un cinéaste. En effet, dans une interview accordée au magazine So Foot, Jean-Jacques Annaud a confié avoir eu l'idée du film Coup de tête, sorti en 1979, en suivant l'épopée d'En avant Guingamp en 1973. Trincamp, le nom de la ville dans le film, a d'ailleurs été trouvé par le réalisateur pour faire le rapprochement avec Guingamp. Retour à la réalité : finalement, les Guingampais se font éliminer par le FC Rouen. En championnat, le club termine une nouvelle fois troisième au printemps 1973.
 De la DSR à la D2 
Le 26 mai 1974, à la suite d'une victoire 3-1 contre les Keriolets de Pluvigner, c'est le titre de champion de Division supérieure régionale qui les attend. Vingt et un ans après leur descente, les Guingampais retrouvent donc la Division d'Honneur. Aucun joueur ne quitte le club, c'est toujours la même génération qui s'adapte à chaque nouvelle saison. L'année 1975 ne déroge pas à la règle : Guingamp obtient la deuxième place en championnat et remporte la Coupe de l'Ouest face au Stade olympique du Maine.
Plus rien ne les arrête : en 1976, sous la houlette de son nouvel entraîneur Daniel Druda, En avant atteint les seizième de finale de la Coupe de France et manque de peu la qualification face au Lille olympique sporting club (défaite 2-1). Mais surtout, le 6 juin 1976, en battant (de nouveau) le Stade olympique du Maine, 4-2, le club guingampais obtient le titre de champion de Division d'Honneur et accède en Division 3.
Le plus beau reste à venir. Pour leur première saison à ce niveau, les Guingampais jouent un match pouvant leur ouvrir les portes vers la Division 2. Le 15 mai 1977, Guingamp ne rate pas cette opportunité en battant Cholet, 2-0. Lors de ce match, six titulaires (Bernard Reyt, Joël Anthoine, Sylvestre Salvi, Yvon Schmitt, Yvan Le Quéré et Hervé Le Coz) ont fait partie de l'épopée Coupe de France quatre ans plus tôt, et trois d'entre eux ont aussi participé à l'aventure en Gambardella en 1970. En l'espace de sept années, de jeunes joueurs bretons, formés à En avant Guingamp, ont mené leur club de la Division supérieure régionale à la Division 2.

### Les années 1980: statut pro et nouveau stade (1977-1991)
Le rapide apprentissage 
Dans un premier temps, le club conserve le statut amateur. L'entraîneur Claude Pérard arrive sur les bords du Trieux. Le premier match de Guingamp en Division 2 se solde par une défaite 2-0 à Lille le 13 août 1977. Cette saison inaugurale dans l'antichambre de l'élite s'avère compliquée, mais le club parvient quand même à se maintenir en prenant la quatorzième place. Ensuite, avec René Cédolin aux manettes, il continue sa progression : huitième en 1979, puis troisième en 1980. Sur la deuxième marche du podium, Rennes ne devance Guingamp qu'à la différence de buts et se qualifie pour les barrages. La saison suivante, le club perd quelques joueurs importants comme Guy Stéphan et Christian Gourcuff. Les résultats s'en ressentent et les hommes de René Cédolin prennent cette fois la septième place.
 L'arrivée de Raymond Keruzoré 
À l'été 1981, Noël Le Graët décide de changer d'entraîneur. Il va chercher un ancien international français qui pensait avoir mis un terme à sa carrière de joueur : Raymond Keruzoré. Il lui propose de devenir entraîneur-joueur. À ses côtés, Jean Prouff est là pour le conseiller. Ce dernier fait donc son retour à En avant, 25 ans après son départ.
En 1982, l'association En avant Guingamp décide d'adhérer au statut de club indépendant. Cela lui offre la possibilité d'utiliser les services de quatre joueurs professionnels. En championnat, les hommes de Keruzoré continuent de jouer la première partie de tableau : neuvième en 1982, huitième en 1983. En 1983, Guingamp accède pour la première fois de son histoire en quart de finale de la Coupe de France, mais se fait éliminer par le FC Tours, alors en Division 1 (1-1 à l'aller, 3-1 pour les Tourangeaux au retour). L'année 1984 constitue un cap déterminant : 72 ans après sa création, En avant Guingamp obtient le statut professionnel. Noël Le Graët déclare être lassé de voir ses meilleurs joueurs partir chaque année dans des clubs aux moyens plus importants.
 La D1 plus très loin ? 
Doté de moyens plus importants, Raymond Keruzoré fait d'En avant l'un des clubs les plus performants de Division 2, grâce notamment à un jeu séduisant et des attaquants prolifiques (Luizinho da Silva, Andrzej Szarmach, Michel Rio, Hervé Guégan...). Au fil des saisons, le podium se rapproche : huitième en 1984, cinquième en 1985, troisième en 1986. Un des matchs marquants de cette période se joue le 26 octobre 1985 : Guingamp reçoit le Racing Club de France où évolue alors Maxime Bossis. Il s'agit du premier match de Division 2 diffusé par Canal+. Plus de 10 000 spectateurs se pressent ce jour-là au stade Yves-Jaguin. Score final : 2-2. En prenant la troisième place, Guingamp s'ouvre, cette fois, les portes du pré-barrage de Division 1. Le 15 avril 1986, les hommes de Keruzoré se déplacent sur le terrain de l'Olympique d'Alès, mais ce sont les Gardois qui l'emportent facilement, 3-0. L'aventure s'arrête là pour les Bretons. Pour la Division 1, il faudra patienter.
 Une valse d'entraîneurs 
C'est le moment que choisit Raymond Keruzoré pour quitter le club. Après cinq saisons en Division 2 avec Guingamp, il ne rate pas l'opportunité d'entraîner un club de l'élite en s'engageant avec le Brest Armorique. Ce départ est difficilement géré par le président. Noël Le Graët, ne parvenant plus à trouver la bonne formule, se voit obligé de changer fréquemment d'entraîneur. Ils sont quatre à se succéder en trois ans : Jean-Noël Huck, Yvan Le Quéré, Jean-Paul Rabier, Erick Mombaerts. Le club finit par rentrer progressivement dans le rang : dixième en 1987, douzième en 1988, sixième en 1989, treizième en 1990.
 La nécessité d'un grand stade 
Au milieu des années 1980, les bonnes saisons du club guingampais incitent Noël Le Graët à envisager la construction d'un nouveau stade. La capacité d'accueil du stade Yves-Jaguin n'est que de 7 900 places, et bien souvent, l'affluence est supérieure, mettant en évidence de gros risques pour la sécurité des spectateurs. Au début de l'année 1986, les premières réflexions se mènent entre le club et la municipalité. La solution de transformer le terrain de Roudourou en grand stade de football s'impose rapidement. Le stade de Roudourou est inauguré le 21 janvier 1990, lors d'un match amical entre En avant Guingamp et Paris Saint-Germain. C'est aussi au début de cette année qu'arrive un nouvel entraîneur : Alain de Martigny.
Le 19 octobre 1991, Noël Le Graët quitte la présidence du club pour prendre celle de la Ligue nationale. Il est remplacé par Bertrand Salomon.

### Les années Salomon: du National à l'Europe (1991-1998)
| \| Hugues Foulon Mihali Jozwiak Laspalles Lecomte Baret Michel Moreira Wreh Coridon \| L'équipe titulaire en finale de la · Coupe de France 1997. |
| Hugues Foulon Mihali Jozwiak Laspalles Lecomte Baret Michel Moreira Wreh Coridon                                                                  |

 Une réforme qui fait mal 

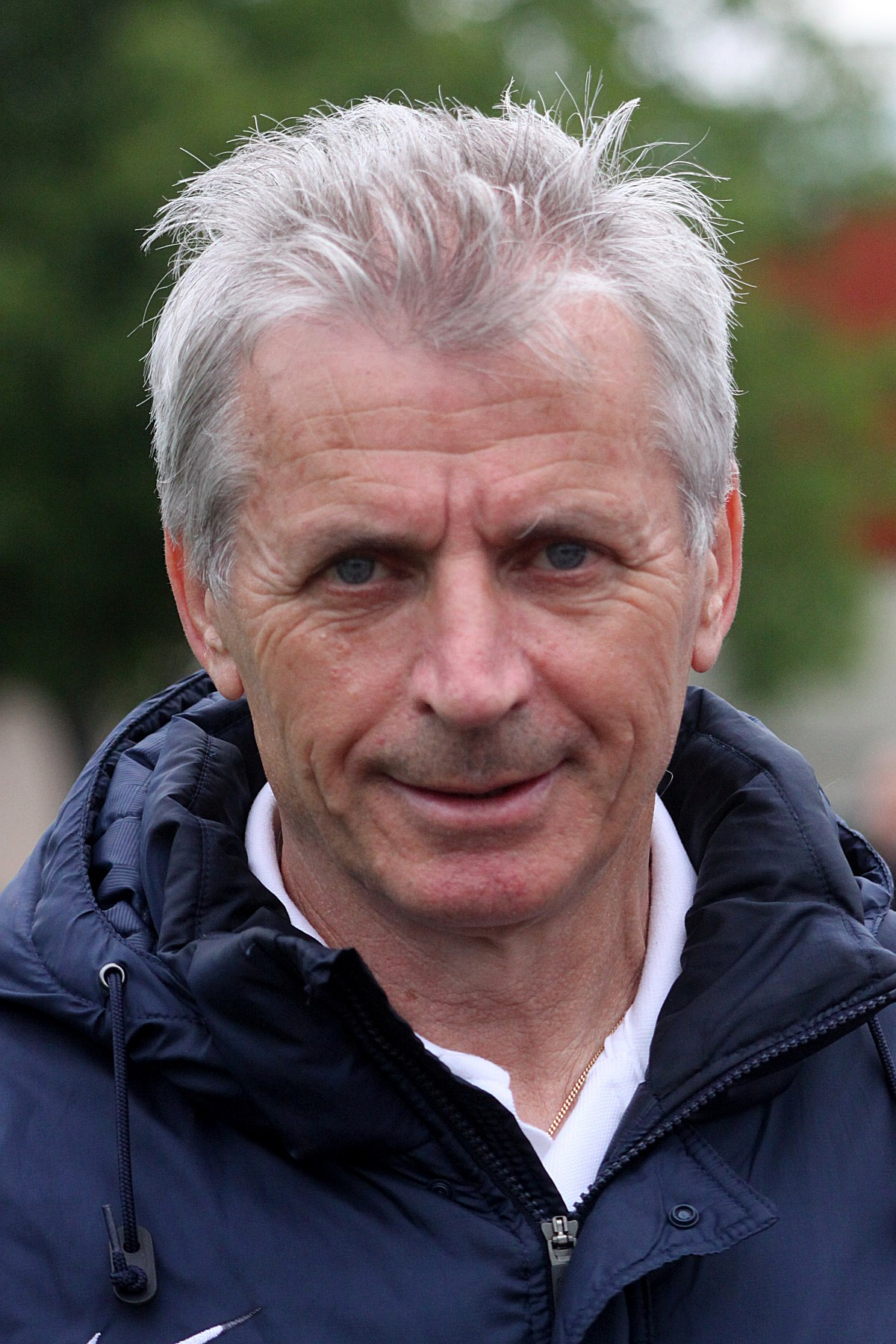
Francis Smerecki, entraineur du National jusqu'en Division 1

Avec Alain de Martigny, les Guingampais retrouvent la première partie de classement : septième en 1991, sixième en 1992. Mais la saison suivante est plus difficile : le club est relégué en National malgré une treizième place qui, habituellement, n'est pourtant pas synonyme de descente. Pour cette saison, la Ligue nationale avait décidé que les clubs classés à partir de la douzième place descendraient afin de procéder à la fusion des deux groupes de Division 2. Ironie du sort : c'est donc une réforme menée par son ancien président qui précipite En avant Guingamp en division inférieure...
 Un nouvel élan avec Francis Smerecki 
Bertrand Salomon fait appel à Francis Smerecki en tant qu'entraîneur. Grâce à une nouvelle génération de jeunes joueurs bretons (Stéphane Guivarc'h, Claude Michel, Christophe Le Roux, Stéphane Carnot, Nicolas Laspalles, Lionel Rouxel), En avant domine largement son championnat et remonte en Division 2 dès la première année.
La saison 1994-1995 de Division 2 s'annonce très relevée. Invité vedette : l'Olympique de Marseille. Guingamp parvient dès le début du championnat à accrocher le bon wagon. Le plus surprenant est qu'ils arrivent à suivre le rythme imprimé par les Marseillais jusqu'à la fin de la saison. 27 mai 1995, avant-dernière journée : Guingamp bat le Toulouse Football Club 1-0 (but de Claude Michel) et accède, pour la première fois de son histoire, à la Division 1.
 Aucun complexe parmi l'élite 
Pour sa première expérience au plus haut niveau, Guingamp doit faire sans Stéphane Guivarc'h, parti à l'AJ Auxerre. Le premier match d'En avant Guingamp en Division 1 a lieu le 19 juillet 1995 contre le Football Club de Martigues : les Guingampais l'emportent 2-0 (buts de Fabrice Divert et Lionel Rouxel). De façon inattendue, le club s'adapte très rapidement à son nouveau championnat, devenant même leader (à égalité avec le Paris Saint-Germain) au soir de la cinquième journée après une victoire (1-0) contre Bordeaux. Lors de cette première saison, ils arrivent même en demi-finale de la Coupe de la Ligue face à Metz et terminent à la dixième place.
 La découverte de l'Europe 
La saison suivante commence sur les chapeaux de roue avec la Coupe Intertoto. Il s'agit d'abord de jouer quatre matchs de poule. La première rencontre européenne d'En avant Guingamp se tient donc le 23 juin 1996, en Finlande, sur le terrain du FF Jaro (match nul, 0-0). Ensuite, les Bretons dominent le Dinamo Bucarest, 2-1 (Stéphane Carnot est le premier buteur Guingampais sur une compétition continentale), les Géorgiens de Poti, 3-1, puis les Serbes du FK Zemun, 1-0. En demi-finales, ils éliminent les Russes du Kamaz Tchelny. En finale, c'est un autre club russe, le Rotor Volgograd, qui échoue face aux Guingampais. Cette victoire leur ouvre les portes de la Coupe UEFA. Deux ans après avoir quitté le National, En avant Guingamp entre dans le clan des Européens. Le club est éliminé dès les 32e de finale par l'Inter Milan (victoire italienne 3-0 au Roudourou, match nul 1-1 à Giuseppe-Meazza).
 La première finale de Coupe de France 
Sur le plan national, c'est encore une bonne saison pour En avant. Des performances régulières et quelques victoires de prestige (contre l'Olympique de Marseille ou l'AS Monaco, par exemple) lui permettent d'obtenir la douzième place. Quelques joueurs se distinguent : Gheorghe Mihali et Marek Józwiak forment une solide charnière centrale, Vincent Candela est sélectionné deux fois en équipe de France pendant sa période guingampaise, Stéphane Carnot s'affirme au poste de meneur de jeu, et Christopher Wreh (prêté par Monaco) passe la barre des dix buts en championnat. La saison est d'autant plus réussie que le 10 mai 1997, Guingamp atteint la finale de la coupe de France contre Nice. Mais elle est perdue aux tirs au but (1-1 à la fin de la prolongation, but de Nicolas Laspalles).
 Le retour en D2 
La troisième saison de Guingamp en D1 est beaucoup plus compliquée. À l'intersaison, le club a perdu Stéphane Carnot et Christopher Wreh et il avait laissé partir Vincent Candela à l'AS Roma six mois plus tôt. Dans un championnat réduit à 18 équipes, et malgré l'émergence de Daniel Moreira en attaque, En avant Guingamp termine seizième et redescend en D2.

### Les années Aubert: de Jean-Pierre Papin à Didier Drogba (1998-2002)
La relance avec Guy Lacombe 

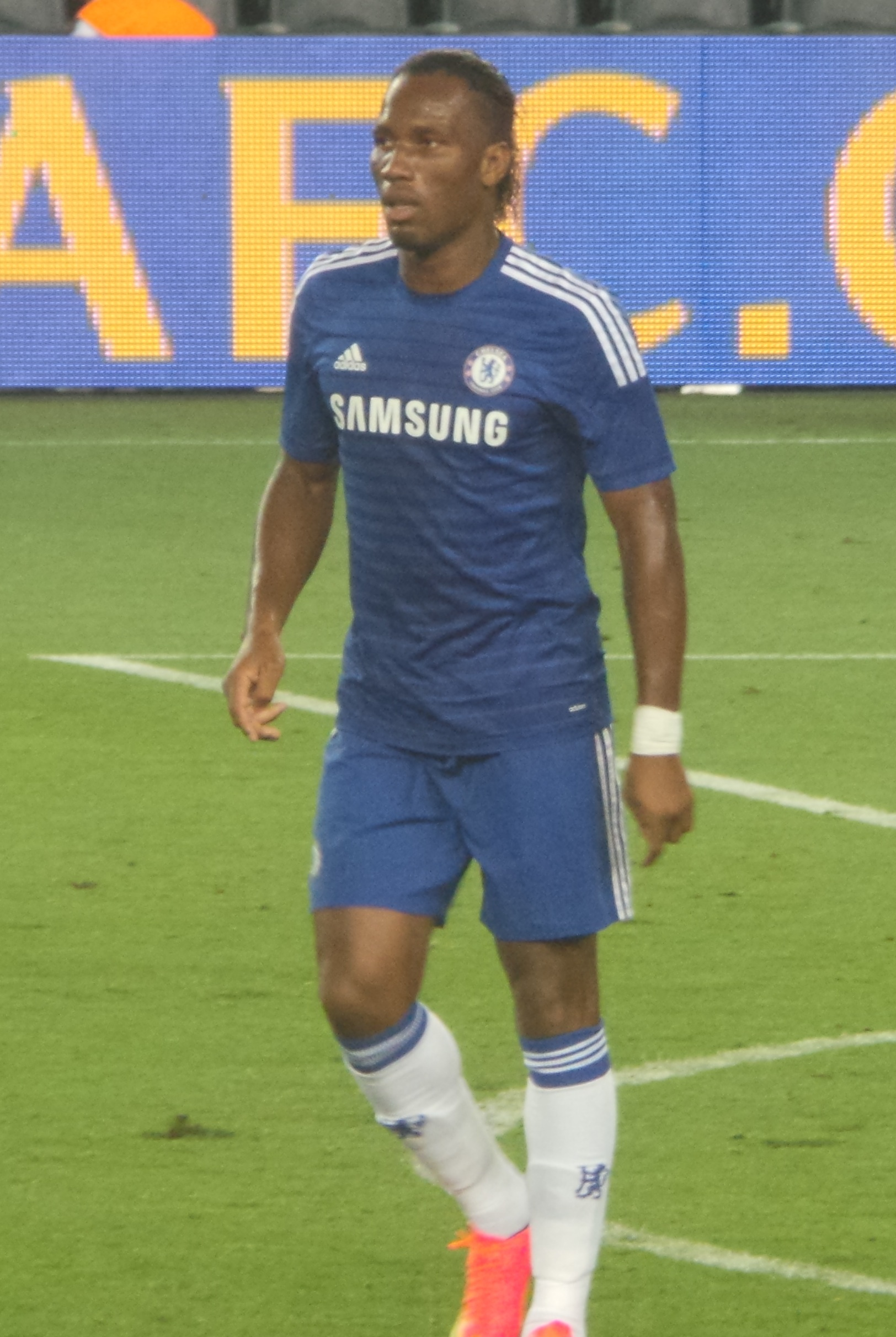
Didier Drogba est passé par l'En avant de Guingamp.

Un grand nom arrive à Guingamp en juin 1998 : Jean-Pierre Papin vient pour finir sa carrière. Les résultats du club ne répondent pas du tout aux attentes et l'expérience tourne court : il quitte le club dès le mois d'octobre. Au même moment, Bertrand Salomon démissionne. Il est remplacé par Alain Aubert. Le 13 février 1999, après une lourde défaite (1-4) à domicile contre Châteauroux, En avant Guingamp se retrouve dans une situation compliquée en championnat (quinzième au classement) et le nouveau président se sépare de Francis Smerecki. Guy Lacombe arrive alors sur les bords du Trieux pour reprendre le club en main. Grâce à une très bonne fin de saison, Guingamp finit septième.
La saison suivante, malgré deux défaites à domicile pour commencer, voit le club breton se placer parmi les prétendants au podium final dès l'automne. Guy Lacombe peut notamment compter sur un duo d'attaquants performants (Fabrice Fiorèse et Samuel Michel) bien épaulé par des joueurs expérimentés (Laurent Guyot, Marek Józwiak, Claude Michel, Abdelhafid Tasfaout, Ali Bouafia...). Le 5 mai 2000, un match nul 1-1 obtenu au stade Auguste-Bonal face au FC Sochaux-Montbéliard (but de Samuel Michel) permet à Guingamp de terminer le championnat à la deuxième place et de remonter en Division 1.
 La naissance d'un duo 
Les retrouvailles avec l'élite commencent mal. Après cinq journées, Guingamp n'a toujours pas connu la victoire. C'est alors que Stéphane Carnot effectue son retour dans son club formateur. Dès son premier match, il inscrit deux buts qui permettent aux Costarmoricains de battre Toulouse 2-1. Finalement, le club termine dixième en 2001. Cette saison voit notamment l'émergence d'un jeune milieu offensif recruté l'été précédent à Châteauroux : Florent Malouda.
La deuxième saison est plus difficile. À l'intersaison, Guingamp fait revenir Stéphane Guivarc'h mais ses blessures l'éloignent trop souvent des terrains. En janvier, le club voit aussi partir Fabrice Fiorèse. C'est à ce moment que Guy Lacombe va chercher un jeune attaquant du Mans FC en D2 : Didier Drogba. Toutefois, le club breton ne se maintient que grâce à une victoire lors de l'ultime journée (1-0 face à Troyes).
Guy Lacombe quitte alors le club pour Sochaux. Il est remplacé par Bertrand Marchand, un novice au niveau professionnel. De son côté, Alain Aubert laisse son siège de président à Noël Le Graët, qui effectue son retour au club.

### Les dernières années Le Graët: première Coupe de France (2002-2011)
| \| Gauclin Saad Koné Bassila Deroff Colleau Mathis Oruma Soumah Eduardo Gelson \| L'équipe titulaire en finale de la · Coupe de France 2009. |
| Gauclin Saad Koné Bassila Deroff Colleau Mathis Oruma Soumah Eduardo Gelson                                                                  |

 À six points du titre... 
La troisième saison est exceptionnelle. Emmené en attaque par le duo Florent Malouda-Didier Drogba et encadré par quelques joueurs d'expérience comme Nestor Fabbri, Christophe Le Roux et Stéphane Carnot, le club finit septième à trois points de la qualification pour la Ligue des champions et à six points du titre de champion de France.
 Des lendemains qui déchantent 
En mai 2003, Didier Drogba et Florent Malouda quittent le club qui ne parvient pas ensuite à gérer la situation. Guingamp termine dix-huitième et descend en Ligue 2 après une fin de saison ratée (et notamment une défaite à domicile lors de l'avant-dernière journée contre Nice). Bertrand Marchand est remercié par Noël Le Graët et Yvon Pouliquen prend la direction de l'équipe.
 Les désillusions se succèdent 

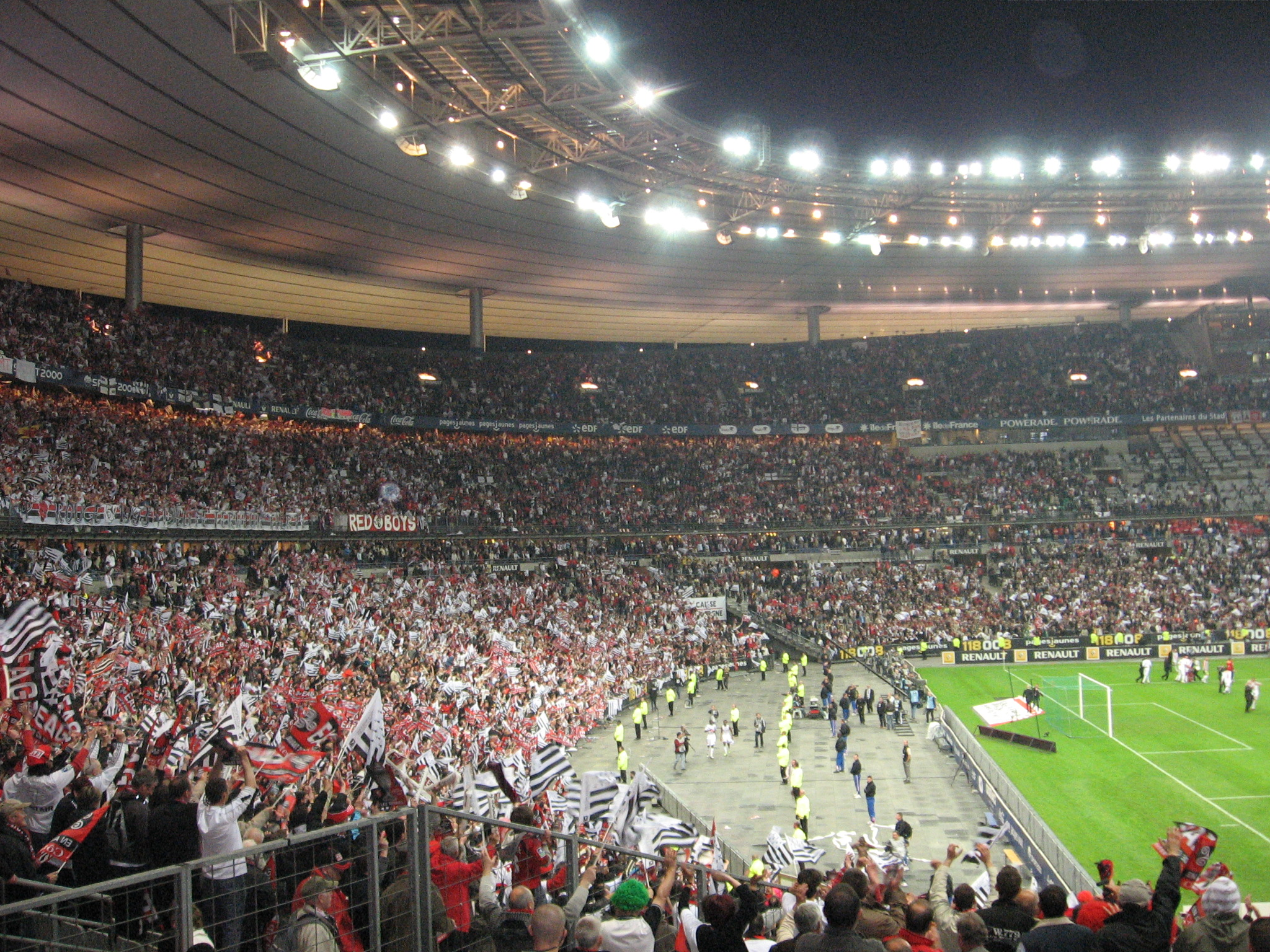
Victoire d'En avant Guingamp au Stade de France le 9 mai 2009.

Pour ce retour en Ligue 2, le club est ambitieux et espère remonter dès la première saison, mais un début de championnat calamiteux gâche toute chance de remontée. Septième en 2005, neuvième en 2006, treizième en 2007, douzième en 2008 : inexplicablement, le club renouvelle les mêmes erreurs à chaque début de saison. Le club ne parvient pas à atteindre son objectif de remontée en Ligue 1 malgré les joueurs habitués à l'élite qui se succèdent. Noël Le Graët change régulièrement d'entraîneur : Alain Ravera remplace Yvon Pouliquen en septembre 2005, puis est lui-même remplacé par Patrick Remy en mai 2006, qui voit lui succéder Victor Zvunka en octobre 2007. Dans le même temps, les effectifs sont assez profondément remaniés à chaque intersaison.
 Les trophées reviennent 
Une nouvelle fois, pendant que les seniors sont à la peine, c'est du côté des jeunes que le club obtient de bons résultats. En 2008, les U19, entraînés par Lionel Rouxel obtiennent le titre de champion de France. Parmi cette équipe, Mamadou Samassa intégrera rapidement l'effectif professionnel. Un an plus tard, cette même génération remporte le Trophée des centres de formation à Ploufragan.
Retour chez les pros : la saison 2008-2009 s'annonce encore ratée lorsque le club se lance dans une épopée Coupe de France. Première performance en huitième de finale avec l'élimination du Mans, alors en Ligue 1. En quart de finale, les Guingampais, réduit à dix, sortent le CS Sedan Ardennes. Exploit retentissant en demi-finale : encore une fois en infériorité numérique, les Guingampais éliminent le Toulouse Football Club au Stadium de Toulouse. Le 9 mai 2009, douze ans après sa tentative infructueuse face à l'OGC Nice, En avant bat le Stade rennais FC, lors d'une finale 100 % bretonne, pour décrocher le premier trophée de son histoire : victoire 2 buts à 1 (doublé de Eduardo Ribeiro dos Santos).
 Un retour sur terre douloureux 
En avant Guingamp entame en août 2009 une aventure inédite : tenant de la Coupe de France, il est l'un des représentants de la France en Ligue Europa. Contre Hambourg SV (qualifié en tant que cinquième du championnat d'Allemagne), Guingamp ne fait pas le poids et perd ses deux rencontres (1-5 au Roudourou, 3-1 à Hambourg).
À la suite d'un énième parcours raté en Ligue 2, le club est relégué en National à l'issue de la saison 2009-2010, niveau que le club n'avait plus connu depuis 1994. Démissionnaire, Noël Le Graët est pourtant reconduit dans ses fonctions de président le 16 mai 2010.
Dès le lendemain, il nomme Jocelyn Gourvennec entraîneur.

### Les années Gourvennec: retour aux sommets et deuxième Coupe de France (2010-2016)
| \| Samassa Lévêque Sorbon Kerbrat Martins Pereira Sankharé Mathis Mandanne Langil Yatabaré Beauvue \| L'équipe titulaire en finale de la · Coupe de France 2014. |
| Samassa Lévêque Sorbon Kerbrat Martins Pereira Sankharé Mathis Mandanne Langil Yatabaré Beauvue                                                                  |

 Passage express en National 

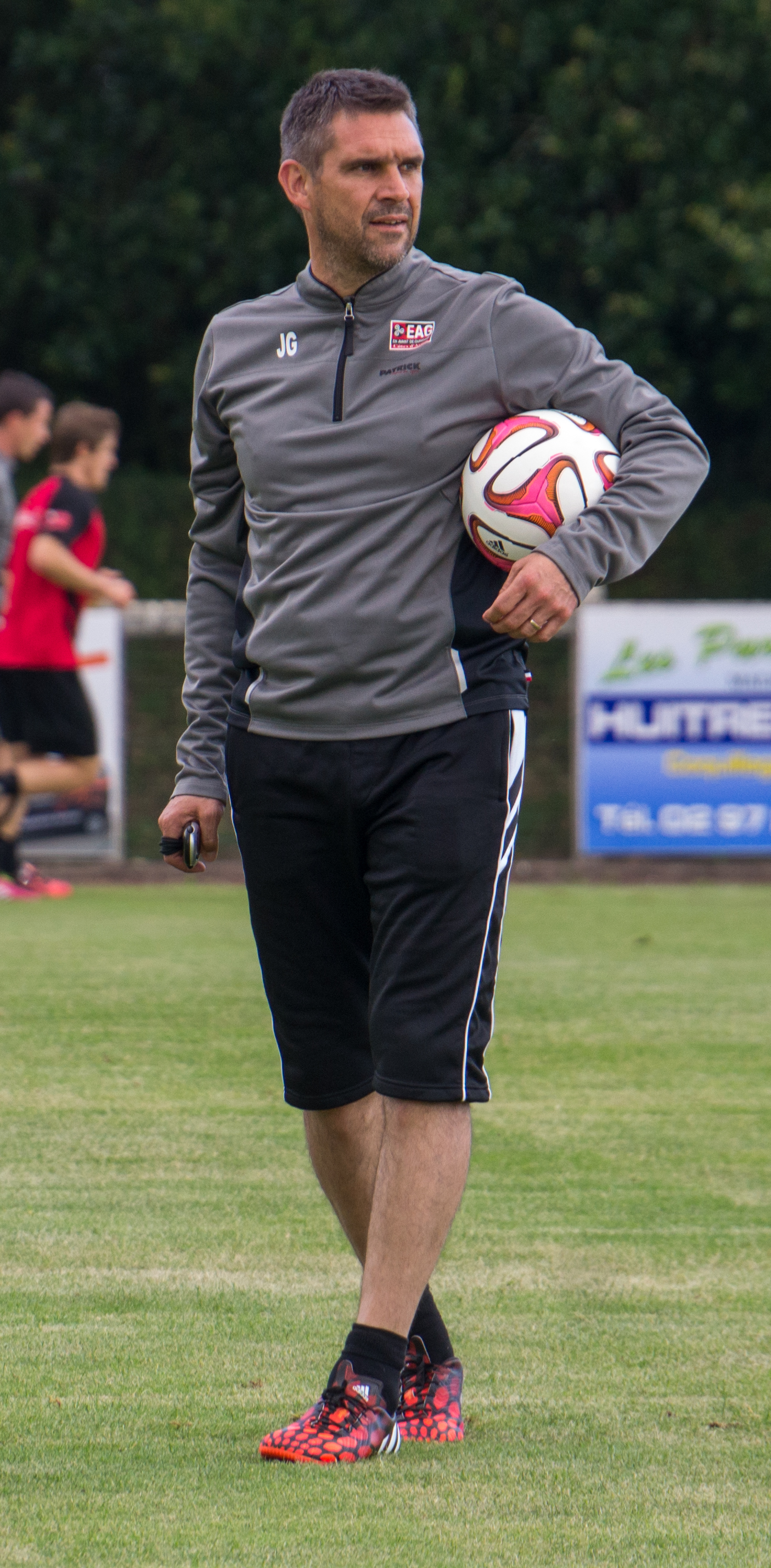
Jocelyn Gourvennec entraineur de l'En avant de 2010 à 2016.

Le 27 mai 2011, le club obtient la troisième place en National, ce qui lui permet de remonter en Ligue 2. L'équipe termine meilleure attaque avec 87 buts marqués, dont 21 réalisations de Thibault Giresse, meilleur buteur du championnat. Le stade de Roudourou affiche une affluence moyenne de 7 300 spectateurs.
Le 18 juin 2011, Noël Le Graët est élu président de la Fédération française de football, et doit démissionner de la présidence du club guingampais. Le 24 juin 2011, Bertrand Desplat, 40 ans, chef d'entreprise et gendre de Noël Le Graët, est nommé nouveau président du club et associé à Frédéric Le Grand, vice-président.
 Tout de suite le haut de tableau
En avant Guingamp fait son retour en Ligue 2 avec un effectif dont la moyenne d'âge est l'une des moins élevées du championnat (à peine 24 ans). À la mi-saison en décembre 2011, Guingamp est cinquième au classement à deux points du podium. La deuxième partie de saison est plus compliquée, mais Guingamp termine tout de même à la septième place, avec 55 points après une série finale de sept matchs sans défaite. Lors de ce retour en Ligue 2, quelques jeunes se révèlent, notamment Gianelli Imbula et Anthony Knockaert, meilleur buteur du club avec onze buts.
La première partie de la saison 2012-2013 ressemble à la précédente, puisqu'à la mi-saison, Guingamp est de nouveau cinquième, à seulement un point du podium. Mais cette fois, Guingamp tient le rythme pendant l'hiver, enchaînant notamment les victoires à domicile contre les concurrents directs (Angers, Nantes, Nîmes, Caen, etc.) et officialise la montée en Ligue 1, le 17 mai 2013, grâce à sa victoire 1-0 (but de Christophe Mandanne dans les arrêts de jeu de la seconde période) à Gueugnon contre le Gazélec Ajaccio. À l'issue de cette saison, Jocelyn Gourvennec est désigné meilleur entraîneur de Ligue 2 aux Trophées UNFP du football et Gianelli Imbula meilleur joueur du championnat. Enfin, Mustapha Yatabaré remporte le titre de meilleur buteur avec 23 réalisations.
 De chères retrouvailles 

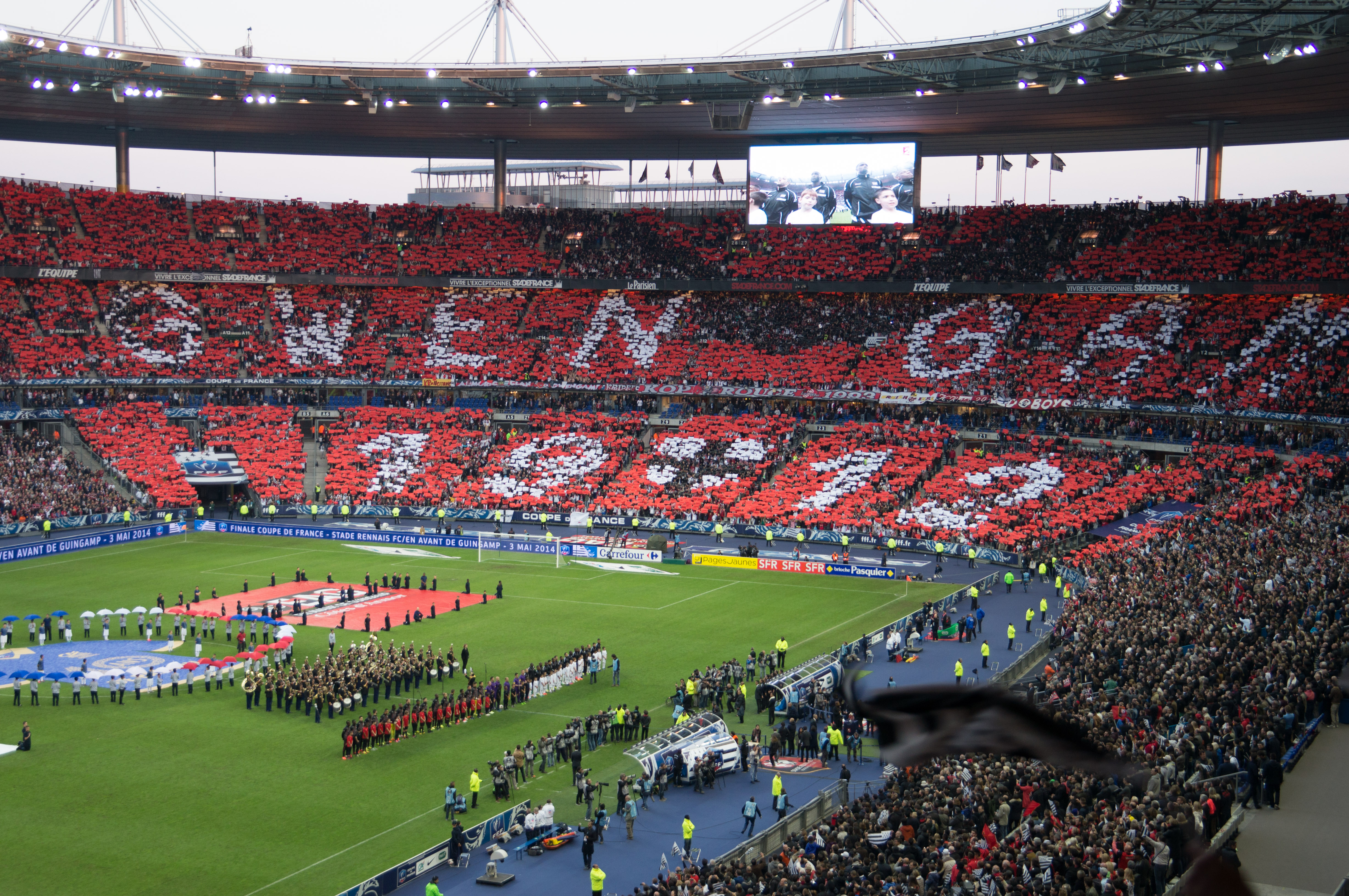
Le tifo guingampais lors de la finale de la Coupe de France

Pour son retour en Ligue 1, le premier quart de saison est une réussite. Le club, malgré des défaites face aux « Européens » du championnat (OM, ASSE, PSG) obtient le meilleur classement de son histoire après onze journées en figurant à la cinquième place du championnat et en étant la meilleure attaque à domicile. À mi-saison, l'équipe se positionne à la 12e place. La phase retour s'avère plus compliquée, mais l'avance prise lors de la première partie de saison s'avère précieuse pour le maintien. Grâce à une victoire 2-0 face au Toulouse Football Club, le club renouvelle son bail en Ligue 1 lors de l'avant-dernière journée. Pour son huitième exercice à ce niveau, Guingamp termine à la 16e place.
Cette même saison, le club atteint de nouveau la finale de la Coupe de France après avoir notamment éliminé l'AS Monaco au Roudourou, en demi-finale (3-1 après prolongation). Le club retrouve son adversaire de 2009, le Stade rennais FC, pour un nouveau derby au Stade de France et le domine une nouvelle fois : 2-0 (buts de Jonathan Martins Pereira et Mustapha Yatabaré). C'est ainsi que le 3 mai 2014, En avant Guingamp remporte sa deuxième Coupe de France.
 L'aventure européenne 

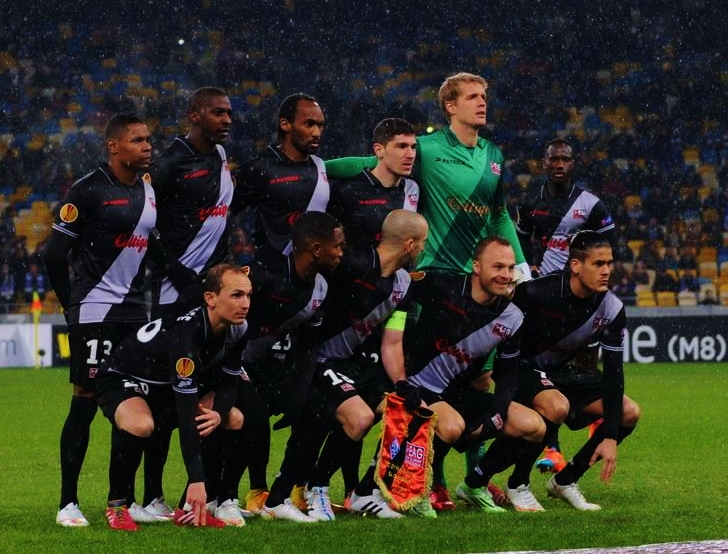
Edition Ligue Europa 2014-2015.

Cette fois, ce titre permet à Guingamp de participer à la phase de groupes de la Ligue Europa, grande première pour le club. Les Bretons tombent dans le groupe K, composé de la Fiorentina (4e du Serie A Tim), du PAOK Salonique (3e du Superleague Elláda) et du Dynamo Minsk (3e du championnat de Biélorussie). Le 2 octobre 2014, Guingamp obtient sa première victoire dans une Coupe d'Europe (exception faite de la Coupe Intertoto) en battant Salonique 2-0 (doublé de Sylvain Marveaux). Le 11 décembre 2014, Guingamp réalise à la fois une performance inédite dans sa propre histoire ainsi que pour un club breton en parvenant, à la suite de sa victoire à l'extérieur face au PAOK Salonique (1-2 doublé de Claudio Beauvue), à se qualifier pour les 16e de finale de Ligue Europa. À la mi-saison, Guingamp est 12e au prix d'une série de trois victoires consécutives (dont une contre le Paris Saint-Germain) et d'un nul avant la trêve. Avant cela, le club a passé onze journées sur les 19 de la phase aller en position de relégable. Pendant la phase retour, à noter un fait inédit : Guingamp enchaîne deux matchs à huis clos à l'extérieur (contre l'OGC Nice à l'Allianz Riviera puis contre le Sporting Club de Bastia au stade Parsemain). Le club s'ouvre finalement les portes d'une dixième participation en Ligue 1 en terminant à la 10e place, grâce notamment aux performances de son duo d'attaquants : en championnat, Claudio Beauvue marque 17 buts, et Christophe Mandanne, 11 buts.
En Ligue Europa, l'aventure s'arrête en 16e de finale face au Dynamo Kiev. En avant Guingamp parvient pourtant à remporter le match aller à Roudourou, 2-1 (buts de Claudio Beauvue et Mustapha Diallo), mais les Ukrainiens font mieux au retour en gagnant 3-1 (but de Christophe Mandanne pour Guingamp),. Cette saison-là, Guingamp arrive également en demi-finale de la Coupe de France. Le 7 avril 2015, les Bretons se font éliminer par l'AJ Auxerre au stade de l'Abbé-Deschamps (1-0).
À l'été 2015, un gros défi est à relever pour le club, puisque c'est quasiment toute la ligne d'attaque qui est à changer. Le premier mouvement provient de la signature de l'attaquant belge Nill De Pauw. EAG attire également Jimmy Briand, Sloan Privat, Nicolas Benezet, puis Mevlüt Erding, en prêt, lors du mercato hivernal. Tous ces changements dans le secteur offensif n'empêchent pas l'équipe de marquer plus de buts que la saison précédente (47 contre 41) et de valider une nouvelle fois son maintien parmi l'élite en obtenant une 16e place.
L'intersaison 2016 voit une page importante se tourner pour le club : le 27 mai 2016, Jocelyn Gourvennec quitte En avant pour entraîner les Girondins de Bordeaux. Trois jours plus tard, Bertrand Desplat annonce l'arrivée d'Antoine Kombouaré sur le banc pour la saison 2016-2017.

### L'après-Gourvennec: une dynamique entretenue, puis le retour en Ligue 2 (2016-2020)
Des résultats rapides
L'équipe réalise un bon début de saison et termine cinquième de la phase aller du championnat de Ligue 1 à 9 points de la Ligue des champions, avec en prestige, une victoire face au champion en titre : Paris. Malgré une seconde partie de saison plus difficile, le club breton atteint la barre des 44 points, obtenus la saison précédente, dès la 33e journée face à Toulouse.
Il termine alors la saison 2016-2017 à la dixième place avec 50 points, leur meilleur total de points depuis la saison 2002-2003 où il avait obtenu 62 points et, c'est la seconde fois en quatre ans que le club termine dans la première partie du classement.
Pour la saison 2017-2018, Guingamp veut se montrer ambitieux en visant la première partie du classement. La première partie de saison est satisfaisante, le club terminant à la huitième place du classement durant la trêve hivernale. Le club est pourtant éliminé très tôt des compétitions hors championnat, sortit par Montpellier en 16e de finale de la Coupe de la Ligue (0-2) et impuissant face au Paris St Germain en 16e de finale de la Coupe de France (4-2). Le 31 janvier 2018, le club créé la sensation en recrutant l'international français et l'ancien joueur de l'Olympique lyonnais, Clément Grenier pour une durée d'un an et demie. Le 11 mai 2018, Jimmy Briand devient le meilleur buteur guingampais sur une saison avec 30 buts en marquant un pénalty face à l'Olympique de Marseille (score final : 3-3).
La pire saison de l'Histoire
Avec le départ de Jimmy Briand pour Bordeaux et l'arrivée de plusieurs joueurs dont Nolan Roux en provenance de Metz, EAG ne s'attendait pas à une treizième saison aussi dramatique ; les Bretons engrangent leur premier point lors de la septième journée à Nîmes. Le 6 novembre, Antoine Kombouaré est remercié par le club et remplacé par Jocelyn Gourvennec, qui effectue ainsi son retour en terres guingampaises. Après un début poussif, il engrange sa première victoire à Monaco lors de la 19e journée. Pour le mercato hivernal, plusieurs recrues arrivent : Alexandre Mendy, Didier Ndong, Papy Djilobodji et le Suédois Johan Larsson. Toutefois, ce n'est qu'au soir de la 29e journée et d'une victoire contre Angers que Guingamp quitte la dernière place, prenant même la place de barragiste. Seulement, il s'agit aussi du dernier succès guingampais lors de cette saison 2018-2019. Le 12 mai 2019, le club est relégué en Ligue 2 à la suite du match nul face au voisin rennais et un penalty raté à la 95e minute par Marcus Thuram. Le club bat tous ses records en Ligue 1 : plus mauvais classement final (20e), plus petit total de points (27), plus petit nombre de victoires (5), plus grand nombre de défaites (21), plus petit nombre de buts marqués (28) et plus grand nombre de buts encaissés (68). C'est aussi au cours de cette saison qu'En avant Guingamp subit la plus grosse défaite de son histoire professionnelle : 9-0 face au Paris Saint-Germain.
À l'issue de la saison, Jocelyn Gourvennec annonce qu'il ne souhaite pas prolonger son contrat en raison « de divergences de vues ».
Paradoxalement, cette saison voit aussi Guingamp réaliser son meilleur parcours en Coupe de la Ligue, atteignant la finale pour la première fois de son histoire. Après avoir sorti Angers et Nice, les Guingampais réalisent l'exploit d'éliminer le Paris Saint-Germain (1-2) au Parc des Princes en quarts de finale, ce qui constitue la première défaite parisienne dans une coupe nationale depuis cinq ans et 44 matchs. En demi-finale, c'est Monaco qui chute à Roudourou (2-2, 5-4 aux tirs au but). Le 30 mars 2019, au stade Pierre-Mauroy à Lille, Guingamp est confronté au RC Strasbourg en finale. Après un match fermé qui se termine sur le score de 0-0, ce sont les Alsaciens qui remportent le trophée (4-1 aux tirs au but).
Vers la reconstruction ?
L'été 2019 est d'abord marqué par l'arrivée d'un nouvel entraîneur, Patrice Lair. Ensuite, par un profond renouvellement de l'effectif : seize départs (sans compter les prêts) et dix départs sont enregistrés. Un manque de cohésion sur le terrain est rapidement constaté. Les résultats ne sont pas à la hauteur, et Patrice Lair est écarté au bout de seulement huit journées. Il est remplacé par son adjoint, Sylvain Didot, auparavant entraîneur de l'équipe réserve. Il est d'abord question d'un intérim. Mais après deux victoires en autant de journées, il est confirmé à son poste par le président le 7 octobre 2019.
Le grand chamboulement de l'été 2020
Au cours de l'été 2020, Guingamp traverse une nouvelle période de troubles. Le début de la saison en Ligue 2 est marqué par deux matchs sans victoire, ce qui vaut à Sylvain Didot d'être renvoyé par ses dirigeants. Il est remplacé par Mécha Baždarević. En moins de deux ans, de novembre 2018 à août 2020, Guingamp connaît donc cinq entraîneurs différents. Une situation inédite dans l'histoire du club.
Deux semaines plus tard, Bertrand Desplat, le président, annonce sa démission à la suite d'un conseil d'administration où il a été chahuté, ce qui lui a laissé comprendre que son poste ne tenait plus qu'à un fil. Le 9 septembre, il est annoncé que son bras droit, Frédéric Le Grand, est choisi pour le remplacer.
Début février, après une longue série de matchs nuls ponctuée de quelques défaites, Baždarević est à son tour remercié par le club. Son adjoint, Frédéric Bompard, prend l'intérim puis est confirmé au poste d'entraîneur principal jusqu'à la fin de saison, il est donc le troisième à ce poste cette saison.
L'En avant de Guingamp boucle cette saison 2020-2021 agitée à la neuvième place du championnat de Ligue 2 après avoir lutté pour éviter la relégation.

### Guingamp s'installe en Ligue 2 (depuis 2021)
En mai 2021, Stéphane Dumont succède à Frédéric Bompard à la tête de l'équipe première. Le président Frédéric Le Grand indique que « l'objectif pour la prochaine saison n'est pas de chercher à remonter en Ligue 1. Il est de bien se comporter en Ligue 2 et de finir entre la 5e et la 8e place ». L'EAG termine 6e en 2021-2022 puis en 2022-2023, et 9e en 2023-2024. A l'issue de cette troisième saison aux commandes de l'équipe professionnelle, Stéphane Dumont n'est pas prolongé et quitte le club. Le 29 mai 2024, Sylvain Ripoll est engagé au poste d'entraîneur.

## Identité du club

### Couleurs
Le rouge et le noir, couleurs d'En avant Guingamp, ont un sens politique lors de la fondation du club. Fondé au début du XXe siècle par un patronage laïc, EAG est ancré à gauche du camp républicain. Ces couleurs se référent au courant politique anticlérical, proche de l'anarcho-syndicalisme. Par ailleurs, le nom "En avant" peut se référer aux titres de la presse socialistes créés à la fin du XIXe siècle : Vorwärts en Allemagne, Avanti ! en Italie, ou encore Forward aux États-Unis.
Cet ancrage politique à gauche et anticlérical se comprend également par la rivalité avec le deuxième club de football guingampais : le Stade-Charles-de-Blois. Créé par le clergé de la ville, ce dernier joue en bleu ciel et blanc, couleurs de la ville de Guingamp, mais aussi couleurs de la Vierge Marie.
Ce sont donc bien deux camps politiques et religieux qui s'affrontent sur le terrain de football, au début du XXe siècle, à Guingamp.

### Logos

Ancien logo jusqu à la fin des années 80
1990-1995
1995-2000
2000-2016
2016-2019
Depuis 2019

### Historique des maillots
L'EAG inaugure son premier maillot dit third pour la campagne européenne 2014-2015 ; il remplace la tenue extérieure du championnat. Le maillot domicile reste le même, seul le sponsor principal change de couleur (passant du blanc au doré). Le maillot third à bande grise sur fond blanc est remplacé par une tenue noire à bande blanche pour le dernier match, en raison des couleurs de l'équipe ukrainienne qui recevait. Les saisons suivantes, ce maillot remplace la version extérieure lorsque celle-ci n'est pas compatible avec la tenue de l'équipe locale.

### Historique des sponsors principaux
| Période   | Équipementier | Sponsor maillot           |
| --------- | ------------- | ------------------------- |
| 1977–1979 | Adidas        | Faure                     |
| 1979–1980 | Adidas        | Olida                     |
| 1980–1982 | Adidas        | Brit Air                  |
| 1982–1984 | Adidas        | Neolait                   |
| 1984–1998 | Adidas        | Fromages Rippoz           |
| 1998–2007 | Adidas        | Brit Air                  |
| 2007–2012 | Adidas        | Jean Stalaven             |
| 2012–2016 | Patrick       | Celtigel                  |
| 2016–2017 | Patrick       | Servagroupe / Aroma Celte |
| 2017–2019 | Patrick       | Servagroupe               |
| 2019–2020 | Umbro         | Servagroupe               |
| 2021–2024 | Umbro         | Celtigel                  |
| 2024-     | Kappa         | Celtigel                  |

## Bilan sportif

### Palmarès et distinctions
| Compétitions nationales professionnelles | Compétitions internationales |
| --- | --- |
| - Championnat de France de Ligue 1 - Meilleure performance : 7e en 2003. - Championnat de France de Ligue 2 - Vice-champion de France en 1995, 2000 et 2013. - Championnat de France National - Vainqueur du groupe A et vice-champion de France en 1994. - Coupe de France (2) - Vainqueur en 2009 et 2014 - Finaliste en 1997 - Coupe de la Ligue - Finaliste en 2019. - Trophée des champions - Finaliste en 2009 et 2014 Anciennes compétitions - Championnat de France de Division 3 - Meilleure performance : 2e du groupe Ouest en 1977. | - Ligue Europa / Coupe de l'UEFA - Meilleure performance : 16e de finale en 2015 Anciennes compétitions - Coupe Intertoto (1) - Vainqueur en 1996 |

| Compétitions de jeunes | Compétitions régionales |
| --- | --- |
| - Championnat de France des U19 ans (1) - Champion en 2008 - Championnat de France des U17 ans - Vice-Champion en 2013 - Coupe Gambardella - Meilleure performance : quart-de-finaliste en 1970, 2011 et 2015. - Trophée des centres de formation (1) - Vainqueur en 2009 et en 2024 - Tournoi élites U20 ans (1) - Vainqueur en 2014 | - Coupe de Bretagne (2) - Vainqueur en 1975 et 1979 (réserve). - Finaliste en 1947 et 1952. Anciennes compétitions - Championnat de l'Ouest (2) - Champion en 1976 et 1984 (réserve). |

### Bilan en compétitions
Dernière mise à jour : 10 mai 2025
| Compétition     | Participations | MJ   | V   | N   | D   | BP   | BC   | Diff |
| --------------- | -------------- | ---- | --- | --- | --- | ---- | ---- | ---- |
| Ligue 1         | 13             | 482  | 150 | 122 | 210 | 509  | 653  | -144 |
| Ligue 2         | 33             | 1178 | 435 | 375 | 368 | 1489 | 1361 | +128 |
| National        | 2              | 74   | 44  | 23  | 7   | 154  | 55   | +99  |
| Division 3      | 1              | 30   | 17  | 6   | 7   | 52   | 41   | +11  |
| Ligue Europa    | 2              | 10   | 4   | 1   | 5   | 12   | 18   | -6   |
| Coupe de l'UEFA | 1              | 2    | 0   | 1   | 1   | 1    | 4    | -3   |
| Coupe Intertoto | 2              | 10   | 6   | 1   | 3   | 16   | 10   | +6   |

## Personnalités du club

### Historique des présidents
L'actuel président d'En avant Guingamp est Frédéric Le Grand. Il est en poste depuis l'été 2020 quand il remplace Bertrand Desplat.
| Rang | Nom               | Période       | Nationalité |
| ---- | ----------------- | ------------- | ----------- |
| 1    | Pierre Deschamps  | 1912 - 1920   | France      |
| 2    | André Lorgeré     | 1920 - 1940 ? | France      |
| 3    | Yves Jaguin       | 1940 ? - 1945 | France      |
| 4    | Hubert Couquet    | 1945 - 1958   | France      |
| 5    | Louis Menguy      | 1958 - 1966   | France      |
| 6    | Joseph Le Monnier | 1966 - 1972   | France      |

| Rang | Nom               | Période     | Nationalité |
| ---- | ----------------- | ----------- | ----------- |
| 7    | Noël Le Graët     | 1972 - 1991 | France      |
| 8    | Bertrand Salomon  | 1991 - 1998 | France      |
| 9    | Alain Aubert      | 1998 - 2002 | France      |
| 10   | Noël Le Graët     | 2002 - 2011 | France      |
| 11   | Bertrand Desplat  | 2011 - 2020 | France      |
| 12   | Frédéric Le Grand | depuis 2020 | France      |

Frise chronologique de la succession des présidents du club.

### Historique des entraîneurs
Il semble que c'est en 1947 qu'un entraîneur (Armand Deruaz) a été officiellement engagé pour la première fois. Avant lui, la préparation des matchs était assurée par les instituteurs de l'école primaire supérieure de Guingamp ou par les joueurs les plus expérimentés.
| Rang | Nom              | Période                  |
| ---- | ---------------- | ------------------------ |
| 1    | Armand Deruaz    | 1947 - 1953              |
| 2    | Milo Garcia      | 1953 - février 1955      |
| 3    | Marcel Schmitt   | février 1955 - 1955      |
| 4    | Jean Prouff      | 1955 - 1956              |
| 5    | Paul Wartel      | 1956 - 1957              |
| 6    | Jean Rolland     | 1957 - 1958              |
| 7    | Vincent Llido    | 1958 - 1960              |
| 8    | Marcel Schmitt   | 1960 - 1961              |
| 9    | Michel Bourse    | 1961 - 1966              |
| 10   | Daniel Potiron   | 1966 - 1968              |
| 11   | Roger Kerzerho   | 1968 - 1972              |
| 12   | Sylvestre Salvi  | 1972 - 1975              |
| 13   | Daniel Druda     | 1975 - 1977              |
| 14   | Claude Pérard    | 1977 - 1978              |
| 15   | René Cédolin     | 1978 - 1981              |
| 16   | Raymond Keruzoré | 1981 - 1986              |
| 17   | Jean-Noël Huck   | 1986 - janvier 1987      |
| 18   | Yvan Le Quéré    | janvier 1987 - mars 1988 |
| 19   | Jean-Paul Rabier | mars 1988 - 1989         |

| Rang | Nom                | Période                    |
| ---- | ------------------ | -------------------------- |
| 20   | Erick Mombaerts    | 1989 - 1990                |
| 21   | Alain de Martigny  | 1990 - janvier 1993        |
| 22   | Yvon Schmitt       | janvier 1993 - 1993        |
| 23   | Francis Smerecki   | 1993 - février 1999        |
| 24   | Guy Lacombe        | février 1999 - 2002        |
| 25   | Bertrand Marchand  | 2002-2004                  |
| 26   | Yvon Pouliquen     | 2004 - septembre 2005      |
| 27   | Alain Ravera       | septembre 2005 - 2006      |
| 28   | Patrick Remy       | 2006 - octobre 2007        |
| 29   | Victor Zvunka      | octobre 2007 - 2010        |
| 30   | Jocelyn Gourvennec | 2010 - 2016                |
| 31   | Antoine Kombouaré  | 2016 - novembre 2018       |
| 32   | Jocelyn Gourvennec | novembre 2018 - 2019       |
| 33   | Patrice Lair       | 2019 - septembre 2019      |
| 34   | Sylvain Didot      | septembre 2019 - août 2020 |
| 35   | Mehmed Baždarević  | août 2020 - février 2021   |
| 36   | Frédéric Bompard   | février 2021 - 2021        |
| 37   | Stéphane Dumont    | 2021 - 2024                |
| 38   | Sylvain Ripoll     | depuis 2024                |

### Joueurs

#### Records en Ligue 1
En gras les joueurs actuellement sous contrat au club et susceptibles d'évoluer dans ces classements.
Dernière mise à jour : 4 septembre 2022.
| Rang | Nom                | Matchs | Buts | Période                |
| ---- | ------------------ | ------ | ---- | ---------------------- |
| 1    | Claude Michel      | 229    | 0    | 1995-1998 et 2000-2004 |
| 2    | Jérémy Sorbon      | 201    | 5    | 2013-2019              |
| 3    | Christophe Kerbrat | 194    | 1    | 2013-2019              |
| 4    | Stéphane Carnot    | 172    | 29   | 1995-1997 et 2000-2004 |
| 5    | Yannick Baret      | 168    | 8    | 1995-1998 et 2000-2003 |
| 6    | Mustapha Diallo    | 144    | 14   | 2013-2018              |
| 7    | Marcus Coco        | 129    | 8    | 2014-2019              |
| 8    | Nicolas Laspalles  | 109    | 2    | 1995-1998 et 2003-2004 |
| 9    | Jimmy Briand       | 106    | 30   | 2015-2018              |
| 10   | Thibault Giresse   | 103    | 10   | 2013-2018              |

| Rang | Nom             | Buts | Matchs | Ratio B/M | Période                |
| ---- | --------------- | ---- | ------ | --------- | ---------------------- |
| 1    | Jimmy Briand    | 30   | 106    | 0.27      | 2015-2018              |
| 2    | Stéphane Carnot | 29   | 172    | 0.17      | 1995-1998 et 2000-2004 |
| 3    | Claudio Beauvue | 22   | 72     | 0.31      | 2013-2015              |
| 4    | Didier Drogba   | 20   | 45     | 0.44      | 2001-2003              |
| 5    | Lionel Rouxel   | 18   | 81     | 0.22      | 1995-1998              |
| 6    | Yannis Salibur  | 18   | 93     | 0.19      | 2015-2018              |
| 7    | Fabrice Fiorèse | 15   | 48     | 0.31      | 2000-2002              |
| 8    | Florent Malouda | 15   | 92     | 0.17      | 2000-2003              |
| 9    | Mustapha Diallo | 14   | 144    | 0,08      | 2013-2018              |
| 10   | Bruno Rodriguez | 12   | 29     | 0.41      | 2000-2001              |

#### L'équipe du siècle
À l'occasion du centenaire du club, le quotidien régional Ouest-France a permis à ses lecteurs de composer l'équipe du siècle. La sélection a été révélée le 9 mai 2012 :
Gardien de but
- Angelo Hugues

Défenseur
- Vincent Candela
- Nestor Fabbri
- Marek Józwiak
- Jérôme Foulon

Milieux de terrain
- Stéphane Carnot
- Claude Michel
- Christophe Le Roux
- Florent Malouda

Attaquants
- Didier Drogba
- Stéphane Guivarc'h

Entraineur
- Francis Smerecki

Parmi eux, Vincent Candela et Stéphane Guivarc'h deviendront champions du monde avec la France. De leur côté, Didier Drogba et Florent Malouda remporteront la Ligue des champions sous les couleurs de Chelsea.

#### Les joueurs internationaux
Dans ces listes, figurent les 38 joueurs ayant été appelés en sélection nationale A pendant qu'ils portaient le maillot d'En avant Guingamp (est ici indiqué le nombre de sélections de chaque joueur au cours de son passage guingampais).

##### Sélections européennes
| Rang | Nom              | Sél. | Buts | Période   |
| ---- | ---------------- | ---- | ---- | --------- |
| 1    | Lars Jacobsen    | 12   | 0    | 2014-2015 |
| 2    | Marek Józwiak    | 11   | 0    | 1996-1998 |
| 3    | Robby Langers    | 8    | 1    | 1986-1988 |
| 4    | Éric Assadourian | 7    | 2    | 1996-1998 |

| Rang | Nom             | Sél. | Buts | Période   |
| ---- | --------------- | ---- | ---- | --------- |
| 5    | Benjamin Reiter | 7    | 0    | 1984-1985 |
| 6    | Gheorghe Mihali | 6    | 0    | 1995-1996 |
| 7    | Hans Henriksen  | 5    | 0    | 1985-1987 |
| 8    | Ricardo Cabanas | 2    | 0    | 2003-2004 |

| Rang | Nom                 | Sél. | Buts | Période   |
| ---- | ------------------- | ---- | ---- | --------- |
| 9    | Vincent Candela     | 2    | 0    | 1996-1997 |
| 10   | Piotr Rzepka        | 2    | 0    | 1992-1993 |
| 11   | Karl-Johan Johnsson | 2    | 0    | 2017-2019 |
| 12   | Jonas Lössl         | 1    | 0    | 2016      |

### Effectif professionnel actuel
Le premier tableau liste l'effectif professionnel d'EA Guingamp pour la saison 2024-2025. Le second recense les prêts effectués par le club lors de cette même saison.
En grisé, les sélections de joueurs internationaux chez les jeunes mais n'ayant jamais été appelés aux échelons supérieurs une fois l'âge-limite dépassé ou les joueurs ayant pris leur retraite internationale.

## Structures du club

### Stades

#### Stade de Roudourou

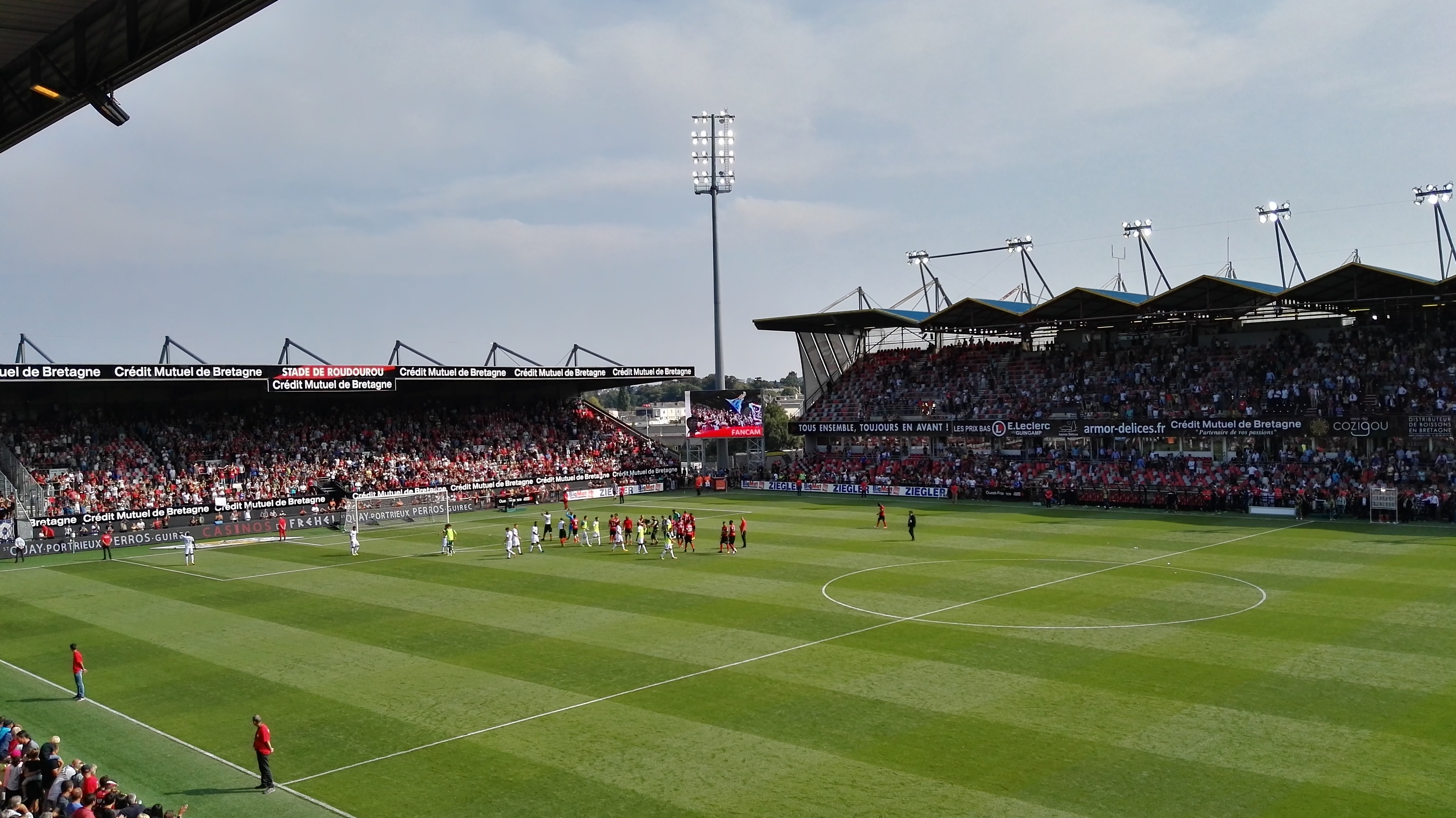
Le stade de Roudourou.

Depuis 1990, l'équipe professionnelle d'En avant Guingamp utilise le stade de Roudourou, situé sur la commune de Guingamp, au nord-ouest du centre-ville. Ce stade contient 19 060 places, dont environ 17 500 places assises. Grâce à la modernisation du stade pour la Ligue Europa 2014-2015, ce dernier dispose désormais de la licence UEFA.

#### Stade Yves-Jaguin
De 1921 à 1990, l'équipe première d'En avant Guingamp a utilisé le stade Yves-Jaguin, situé sur la commune de Pabu, dans le quartier de Montbareil. D'abord appelé simplement stade de Montbareil, il a reçu le nom d'Yves Jaguin, ancien président du club, en 1947. L'équipe réserve et les sections jeunes du club continuent de l'utiliser (jusqu'à l'ouverture du nouveau centre de formation). En janvier 2019 le stade est détruit pour y laisser place à un lotissement.

### Centre d'entraînement
L'équipe professionnelle s'entraîne à l'Akademi
Il s'agit du centre d'entrainement étant constitué de :
- 2 terrains synthétiques
- 2 terrains en herbe
- 1 plaine de jeu
- 1 bâtiment de 1 000 M2 comprenant :
- 1 accueil
- 1 salle de réception
- 1 salle de musculation
- 1 local médical et balnéo

### Centre de formation
Depuis le 4 juin 2018, le centre de formation d'En avant Guingamp est dirigé par Vincent Rautureau.
L'emplacement du centre, dont les travaux sont achevés depuis avril 2016, est constitué de quatre terrains, deux synthétiques et deux en herbe, d'une plaine de jeu et d'un bâtiment de 1 000 m2 abritant notamment une salle de musculation, un local médical et de balnéothérapie. Il constitue le lieu de rassemblement pour l'ensemble des équipes de jeunes d'EAG, et le lieu de vie du centre de formation.
Il représente un investissement de plus de 5 millions d'euros pour le club, et s'inscrit dans une volonté de faire de la formation une priorité dans la durée.
Il est aujourd’hui labellisé en catégorie 1-A par la FFF.
Ce nouveau centre de formation se trouve sur la commune de Pabu, au nord de Guingamp.

### Siège social
En avant Guingamp a installé son siège social dans un hôtel particulier situé 15, boulevard Clemenceau, sur la commune de Guingamp. Cette bâtisse appartenait à André Lorgeré, qui fut président du club de 1920 à 1940 et député-maire de Guingamp ; décédé en 1973, il a fait don de sa demeure au club.

## Aspects économiques
Le tableau ci-dessous résume les différents budgets prévisionnels du club guingampais saison après saison.
| Saison | 2008-2009 | 2009-2010 | 2010-2011 | 2011-2012 | 2012-2013 | 2013-2014 | 2014-2015 | 2015-2016 | 2016-2017 |
| Budget | 12 M€     | 12 M€     | 8,5 M€    | 9,5 M€    | 10 M€     | 22 M€     | 29 M€     | 28 M€     | 36 M€     |
| Saison | 2017-2018 | 2018-2019 | 2019-2020 | 2020-2021 | 2021-2022 | 2022-2023 | 2023-2024 |           |           |
| Budget | 35 M€     | 30 M€     | 25 M€     | 20 M€     | 10 M€     | 10 M€     | 18 M€     |           |           |

## Supporters

### Groupes de supporters

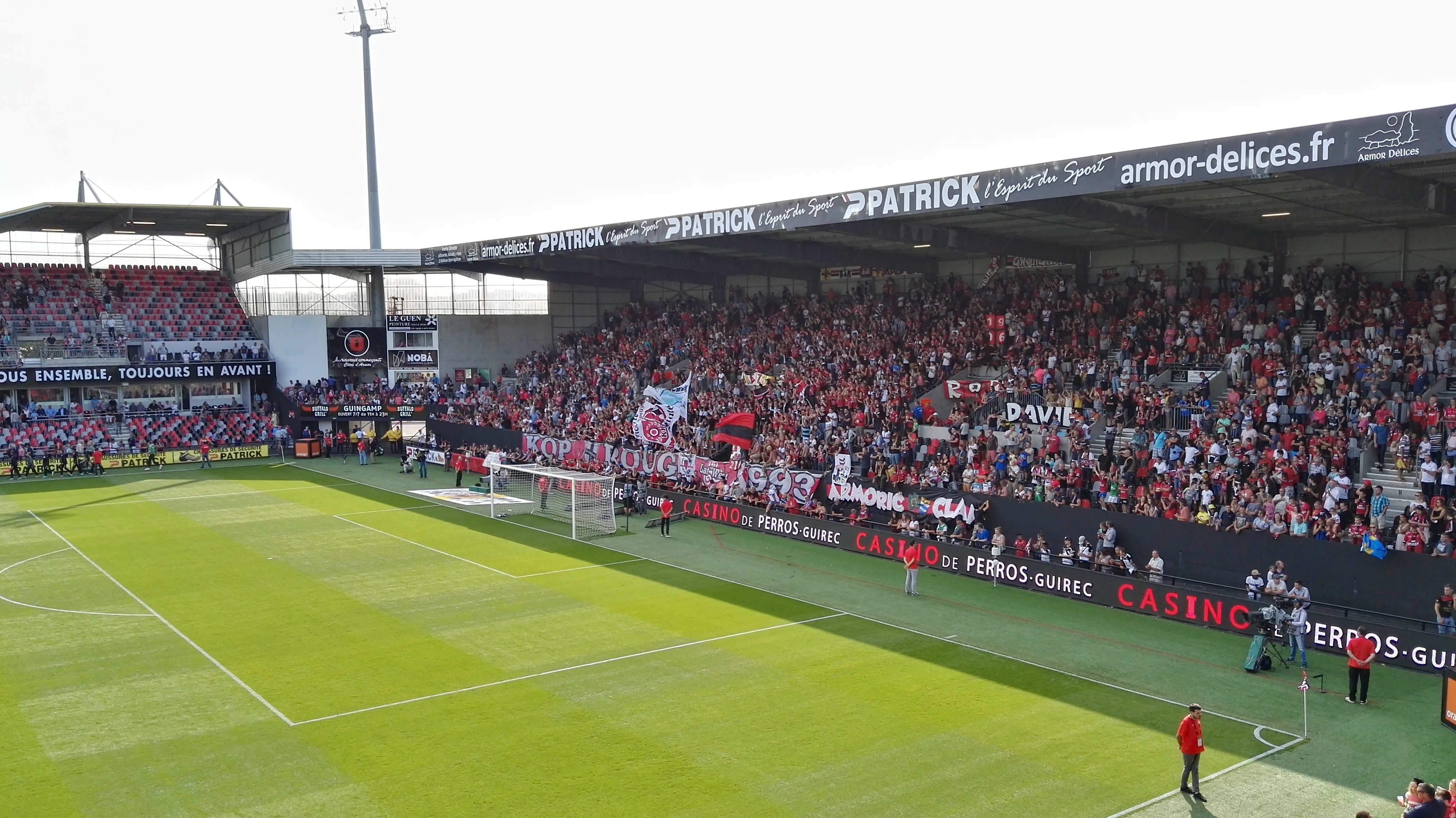
Les groupes de supporters.

- Kop Rouge[130], créé en 1993, membre du collectif SOS-Ligue 2.
- Kop Rouge 29 (Kop Rouge section Finistère), membre du collectif SOS-Ligue 2.
- Kridef[131] (Kop Rouge section Île-de-France).
- Kralle (Kop Rouge section Allemagne).
- Kro (Kop Rouge section occitane).
- Red Boys, créé en 1996, membre du collectif SOS-Ligue 2.
- New School Gwengamp, créé en 2003, dissout en 2010.
- Armoric Clan[132], créé en 2012, dissout en 2017, membre du collectif SOS-Ligue 2.
- KRG (Kop Rouge gardois), créé en 2013

### Championnat de France des tribunes
- Vainqueur du Championnat de France des tribunes de Ligue 1 en 2013-2014[133], 2014-2015[134] et 2016-2017[135]
- Deuxième du Championnat de France des tribunes de Ligue 2 en 2012-2013[136]
- Troisième du Championnat de France des tribunes de Ligue 1 en 2015-2016[137] et en Ligue 2 en 2006-2007[138]

### Les Kalon
EAG est le premier club de football professionnel de Ligue 1 à avoir décidé de permettre l’intégration de ses supporters au capital de la société anonyme (SA) qui gère le club.
Les sommes perçues entre le 25 février et le 29 avril 2017 au titre des adhésions permettront à l’Association des Kalon EAG de devenir actionnaire du club, en achetant des actions de la SA En avant Guingamp. Elles permettront également à l’Association des Kalon EAG de mener des actions caritatives de soutien auprès des associations locales (PLB Muco, Handichiens, Secours populaire, etc.), et de couvrir ses frais de fonctionnement jusqu’au 30 juin 2018. À compter du 1er juillet 2018, les cotisations annuelles à l’Association des Kalon EAG seront dédiées à ses bonnes œuvres caritatives et aux charges de fonctionnement.
Le club a dévoilé le mur des Kalon le mercredi 20 décembre 2017, quelques minutes avant le coup d’envoi de la rencontre de Ligue 1 contre l’AS Saint-Étienne (2-1). Éclairé, situé dans l’allée centrale du stade, le monument porte le noms de 15 206 supporters actionnaires du club présidé par Bertrand Desplat.

## Rivalités régionales

### Stade Charles-de-Blois
C'est la rivalité la plus ancienne et la plus proche géographiquement. Le Stade Charles-de-Blois est en effet l'autre club de Guingamp, créé la même année qu'En avant. C'est le club des catholiques, lié à l'institution Notre-Dame, adoptant le blanc et le bleu, couleurs de la Vierge Marie et de la ville de Guingamp, alors qu'En avant est le club des laïcs, lié à l'école publique, dont les couleurs sont le rouge et le noir. Cette rivalité est donc à la fois sportive, culturelle, politique et religieuse. La première confrontation a lieu en janvier 1920, au Cozen (alors le terrain d'En avant), pour une victoire des Rouge et Noir, 4-0. Longtemps, les deux clubs évoluent dans les mêmes divisions jusqu'à l'essor d'En avant dans les années 1970. Aujourd'hui, le SCB dispute le championnat de division 1 de district.

### Stade briochin
Ici, la rivalité est départementale. Jusqu'à la fin des années 1970, le Stade briochin est le plus grand club du département, évoluant entre la DH et la CFA quand Guingamp fréquente les divisions inférieures. Les deux clubs se croisent une première fois lorsqu'En avant participe au championnat de Division 3 en 1976-1977 (à Guingamp, victoire d'En avant 1-0 ; à Saint-Brieuc, match nul 2-2). Cela ne dure qu'un an puisque Guingamp accède à la Division 2 dans la foulée. Ils s'affrontent de nouveau lors de la saison 1994-1995, cette fois-ci en D2. C'est leur seule confrontation directe dans le football professionnel. Guingamp remporte les deux matchs puis accède en Division 1. Depuis, les deux clubs costarmoricains n'ont plus jamais évolué dans la même division (la réserve d'En avant jouait toutefois dans le même groupe que le Stade briochin en N2 jusqu'à l'an dernier).

### Stade brestois
Peut-être la rivalité la plus exacerbée à ce jour. Guingamp et Brest sont les deux clubs professionnels de la Bretagne nord et se partagent bon nombre de supporters dans certaines zones du Finistère (notamment dans les régions de Morlaix et Carhaix). L'antagonisme entre les deux clubs naît principalement lors de la liquidation du Brest Armorique en 1991 : des supporters brestois reprochent à Noël Le Graët, alors président de la Ligue de football professionnel, d'être particulièrement sévère à l'égard de leur club afin de privilégier Guingamp. Les deux clubs ne se sont jamais affrontés en D1, mais 22 fois en D2. Guingamp l'a emporté six fois, pour huit nuls et huit défaites.

### Stade rennais
C'est le derby qui soulève le plus de clichés : la ville contre la campagne, les bourgeois contre les paysans, la Haute-Bretagne « gallésante » contre la Basse-Bretagne « bretonnante », etc. Les supporters de chaque camp, et parfois les médias, ne se privent pas d'en jouer. À l'échelle des Côtes-d'Armor, la rivalité est également perceptible. En effet, l'influence du Stade rennais semble grandissante à mesure que l'on s'avance dans la partie orientale du département (grossièrement, en partant d'une ligne allant de Saint-Brieuc à Loudéac), naturellement tournée vers la préfecture bretonne. C'est l'accession de Guingamp en D2 qui lui fait croiser une première fois le chemin du Stade rennais. Pendant une quinzaine d'années, le club d'Ille-et-Vilaine fait office de « bête noire » pour les Guingampais. En 22 confrontations en D2 entre 1977 et 1993, Guingamp s'incline à quinze reprises (pour cinq nuls et seulement deux victoires). Le premier derby en D1 se tient le 7 novembre 1995 au stade de la route de Lorient, pour une nouvelle victoire rennaise 3-0. Depuis, Guingamp a rétabli l'équilibre. En 28 confrontations en D1 ou L1 (à l'issue de la saison 2018-2019), les Costarmoricains l'emportent onze fois, pour sept nuls et dix défaites. Surtout, Guingamp remporte ses deux Coupes de France aux dépens de son voisin rennais, en 2009 et en 2014. Mais plus récemment, c'est aussi contre Rennes qu'EAG est relégué à l'issue de la saison 2018-2019.